# Atlas News
Atlas News, o simplemente Atlas, es una agencia de información audiovisual, perteneciente a Mediaset España y constituida en 1998. En sus cinco primeros años, se convirtió en la principal proveedora de noticias de televisión para los medios locales. Desde sus inicios en la sede de Telecinco, Atlas nació como una agencia multimedia y multisoporte, cubriendo diariamente más de 200 informaciones. Actualmente la agencia filial a Mediaset España produce noticias nacionales, internacionales, sucesos, política, economía, deportes, entre otras cosas. Las redacciones de Informativos Telecinco y Noticias Cuatro se informan diariamente a través de su agencia.

## Descripción
Atlas News se configura desde sus inicios como una agencia multimedia y multisoporte, cubriendo diariamente más de 100 informaciones en formatos profesionales. En la actualidad es la agencia de noticias con mayores recursos de producción e implantación territorial en España: 20 delegaciones propias, más de 70 equipos de grabación, red exclusiva de fibra óptica, unidades móviles y equipos de subida a satélite que permiten la realización y retransmisión de todo tipo de eventos.  
Atlas fundó su estrategia inicial sobre la explosión de la televisión local en España, reproduciendo a escala nacional el modelo que a escala internacional representan APTN o Reuters. 

## Historia
Desde sus inicios en 1998, la agencia producía la información para Informativos Telecinco. Sin embargo, desde la llegada de Cuatro a Mediaset España y Fuencarral, actualmente, la Agencia produce la información diaria para las redacciones de Informativos Telecinco y Noticias Cuatro.
El 24 de enero de 2012, el grupo Mediaset España anunció el despido de 14 trabajadores de la agencia. Tras la crisis que atraviesa en estos momentos el sector audiovisual, los trabajadores son los más perjudicados ya que se anuncian despidos, en este sentido, se trata de despidos improcedentes, por lo que todos sus trabajadores recibirán 45 días de indemnización por año trabajado, además de 2 meses de salario.

## Producción
- Informativos Telecinco (1999 - actualidad)
- La mirada crítica (1999 - 2009)
- A tu lado (2004 - 2007)
- TNT (2004 - 2007)
- Diario de... (2006 - 2014)
- Las mañanas de Cuatro (2011 - 2018)
- Las tardes de Cuatro (2012)
- Cuatro al día: fin de semana (2019 - 2024)
- Noticias Cuatro (2011 - 2019; 2024 - actualidad)